# Грей, Луис Патрик
Грей Луис Патрик (18 июля 1916, Сент-Луис, штат Миссури — 6 июля 2005, Атлантик-Бич, штат Флорида) — американский политический деятель, с 1972 по 1973 год исполнял обязанности директора ФБР.

## Биография
Окончил Военно-морская академия США в 1940 году. Служил в ВМС. Участник Второй мировой войны.
С 1949 года — член Вашингтонской коллегии адвокатов. Получил звание доктор юриспруденции в Юридической школе Университета Джорджа Вашингтона.
Участник войны в Корее. После её окончания был членом коллегии адвокатов штата Коннектикут, членом Военного апелляционного суда Соединенных Штатов, Апелляционного суда Соединенных Штатов, Претензионного суда Соединенных Штатов и Верховного суда США.
С 1960 года — в отставке в звании капитана 1-го ранга. Некоторое время служил военным помощником председателя Объединенного комитета начальников штабов. С 1961 года занимался частной практикой. С конца 1960-х годов вновь на государственной службе, занимая различные посты в администрации президента Никсона.
С 1970 года являлся помощником Генерального прокурора по гражданским делам. В 1972 году назначается заместителем генерального прокурора, однако назначение было отозвано президентом, который 3 мая 1972 года назначил его исполняющим обязанности директора ФБР.
Пытаясь замять расследование скандала с «Уотергейтом», Луис Грей уничтожил записи, относящиеся к одному из обвиняемых — Говарду Ханту, и после разоблачения вынужден был 27 апреля 1973 года уйти в отставку.